# 2 Coríntios 1
2 Coríntios 1 é o primeiro capítulo da Segunda Epístola aos Coríntios, de autoria do Apóstolo Paulo, no Novo Testamento da Bíblia.

## Estrutura
A Tradução Brasileira da Bíblia organiza este capítulo da seguinte maneira:
- 2 Coríntios 1:1-2 - Prefácio e saudação
- 2 Coríntios 1:3-11 - Ação de graças pelo conforto que Deus lhe concedeu
- 2 Coríntios 1:12-14 - Paulo tem a sua consciência tranquila
- 2 Coríntios 1:15-24 - Explica a sua demora em ir vê-los